# 램페이지 (미사일)
램페이지는 이스라엘이 개발한 공대지 미사일이다.

## 역사
원래 MARS(다목적 공중 발사 로켓 시스템)로 명명된 램페이지는 엑스트라 306 mm 다연장 로켓을 지대공 미사일로 개량한 것이다. 이스라엘 군사 산업(IMI)이 개발했다.
발사체가 방공 범위 밖에 있는 동안 레이더 시설, 통신 센터, 무기 보관 시설, 비행장 등 고가치 표적을 타격하도록 설계된 원거리 무기다.
2018년 6월에 공식적으로 공개되었으며, 2019년 4월 시리아에서 처음으로 사용되었다.
2023년 7월 현재 영국 공군은 우크라이나에 스톰 섀도우 미사일을 기증한 후 램페이지 미사일 사용을 검토하고 있다.
램페이지 미사일은 스톰 섀도우 미사일보다 가격이 저렴하고 쉽게 구할 수 있는 것으로 알려져 있다.

## F-35
2018년 6월 11일, IMI 시스템즈(이전 이스라엘 군사 산업)와 이스라엘 항공우주 산업(IAI)은 공동 보도 자료를 통해 이스라엘 F-35 전투기에 양사가 공동 개발한 램페이지 미사일이 장착될 것이라고 발표했다.
새로운 무기는 IMI와 IAI의 지대지 EXTRA 미사일의 공대지 버전으로, 공중 발사 플랫폼을 수용하기 위해 미사일 본체를 약간 개조한 것으로 보고되었다. 미사일은 생산 준비가 완료된 것으로 알려졌지만 배치 날짜는 아직 발표되지 않았다.

## 비교
2024년 현재, F-35A 내부무장창에 장착가능한 공대지 미사일은 다음과 같다.
- JSM (합동타격미사일),  노르웨이, 사거리 550 km
- 램페이지 (미사일),  이스라엘, 사거리 300 km
- AGM-88G AARGM-ER,  미국, 사거리 300 km, 대공 레이더 공격
- en:Mako (missile),  미국

## 2024년 이란 공습
타임스오브이스라엘은 "이란 중서부 이스파한 군사기지를 겨냥한 이스라엘군의 반격에 램페이지가 동원된 것으로 취재 결과 확인됐다"고 보도했다.
이란 당국자들도 NYT에 이스라엘의 중부 이스파한 공격 당시 군이 드론이나 미사일, 전투기 등 그 어떤 것도 이란 영공에 침입한 사실을 감지하지 못했다고 전했다.
또 이와 관련해 BBC는 위성사진을 분석해 이스라엘군이 S-300 방공 시스템의 레이더로 추정되는 장치를 파괴한 것으로 보인다고 밝혔다.
타임스오브이스라엘과 이스라엘 국영TV 칸(Kan)은 이번 반격에 동원된 미사일은 이스라엘 방산업체인 이스라엘항공우주산업(IAI)이 주도해 제작, 2018년 실전 배치한 램페이지(Rampage) 공대지 미사일이라고 보도했다. 칸 TV는 미사일 사진과 파괴 규모가 램페이지의 제원과 일치한다고 전했다.
램페이지는 IAI가 통신ㆍ지휘 센터, 공군 기지, 인프라 시설 파괴를 위해 만든 것으로, 길이 4.7m, 567㎏ 중량에, 시속 2011㎞의 초음속으로 난다. 사거리는 300 km에 달하며, 이스라엘의 대표적인 ‘방패’인 아이언돔(Iron Dome)으로도 포착과 요격이 어렵다고 한다.
여러 보도에서는 이스라엘 전투기가 이란 영공 밖에서 미사일을 쏘았다, 아니다. 영공 안에 들어와서 쏘았다는 식으로 혼란스러운데, 이스파한은 서쪽의 이란 국경에서 300 km 이상 떨어져 있고, 램페이지 미사일 사거리는 300 km이다. 따라서, F-35 전투기가 이란 영공 안에 들어와서 발사했다는 것을, 쉽게 알 수 있다.